# Cerro Kámuk
Cerro Kámuk är ett berg i Costa Rica.   Det ligger i provinsen Limón, i den sydöstra delen av landet, 140 km sydost om huvudstaden San José. Toppen på Cerro Kámuk är 3 549 meter över havet.
Terrängen runt Cerro Kámuk är kuperad åt sydväst, men åt nordost är den bergig. Cerro Kámuk är den högsta punkten i trakten. Runt Cerro Kámuk är det glesbefolkat, med 15 invånare per kvadratkilometer. Det finns inga samhällen i närheten. I omgivningarna runt Cerro Kámuk växer i huvudsak städsegrön lövskog.